# División de Honor B femenina de rugby 2021-22
La División de Honor B femenina de rugby 2021-22 fue la 5.ª edición de la segunda competición de rugby de España desde su creación en 2017. El torneo es organizado por la Federación Española de Rugby, al igual que la máxima categoría.
Para esta temporada, la primera jornada se organizó para el 1 de octubre, mientras que la última fecha de la categoría será el día 26 de mayo de 2022 según el calendario oficial.

## Sistema de competición
Se jugará una liga regular entre 8 equipos a doble vuelta entre los equipos que después se citan junto con sus características.
El equipo clasificado en primer lugar de esta competición ascenderá a División de Honor Femenina en la temporada 2022/23. El segundo (2o clasificado) jugará una eliminatoria de promoción contra el penúltimo (7o clasificado) de División de Honor Femenina, a ida y vuelta. El encuentro de vuelta en el campo del equipo de División de Honor Femenina. El equipo clasificado en última posición (8o clasificado) descenderá a Regional en la temporada 2022/23. 

### Sistema de puntuación
- Cada victoria suma 4 puntos.
- Cada empate suma 2 puntos.
- Cuatro ensayos en un partido suma 1 punto de bonus.
- Perder por una diferencia de siete puntos o inferior suma 1 punto de bonus.

## Equipos participantes

### Información de los equipos
| Equipo                            | Ciudad              | Entrenador   | Estadio                       | Capacidad |
| --------------------------------- | ------------------- | ------------ | ----------------------------- | --------- |
| CAU Rugby Valencia                | Valencia            | Bandera de ? | Campo de rugby del Río Turia  | 500       |
| C. P. Les Abelles                 | Valencia            | Bandera de ? | Polideportivo Quatre Carreres | 500       |
| Rugby Turia                       | Valencia            | Bandera de ? | Polideportivo Quatre Carreres | 500       |
| A. D. Ing. Industriales Las Rozas | Las Rozas de Madrid | Bandera de ? | El Cantizal                   | 400       |
| XV Hortaleza R. C.                | Hortaleza           | Bandera de ? | Campo de rugby de Hortaleza   | 500       |
| Barcelona U. C.                   | Barcelona           | Bandera de ? | La Foixarda                   | 1200      |
| Crealia El Salvador               | Valladolid          | Bandera de ? | Campos de Pepe Rojo           | 5000      |
| Getxo R. T.                       | Guecho              | Bandera de ? | Ciudad Deportiva de Fadura    | 1000      |

## Clasificación
Para la leyenda tener en cuenta en todos el siguiente cuadro.
|  | Asciende directamente a División de Honor                        |
|  | Promoción de ascenso a División de Honor                         |
|  | Descenso a ligas regionales                                      |
|  | Campeón 2022/23                                                  |
|  | (A) Ascendidos de divisiones regionales para esta temporada      |
|  | (D) Descendido de División de Honor femenina para esta temporada |

Pts = Puntos totales; PJ = Partidos Jugados; G = Partidos Ganados; E = Partidos Empatados; P = Partidos Perdidos;
PF = Puntos a favor; PC = Puntos en contra; DP = Diferencia de puntos; BP = Bonus de puntos
| 1                                                   | Crealia El Salvador               | 59 | 14 | 12 | 1 | 1  | 551 | 136 | 415  | 9  |
| 2                                                   | C. P. Les Abelles (D)             | 52 | 14 | 10 | 1 | 3  | 412 | 200 | 212  | 10 |
| 3                                                   | Barcelona U. C.                   | 46 | 14 | 10 | 0 | 4  | 398 | 210 | 188  | 6  |
| 4                                                   | Getxo R. T.                       | 41 | 14 | 9  | 0 | 5  | 233 | 193 | 40   | 4  |
| 5                                                   | Rugby Turia (A)                   | 28 | 14 | 5  | 1 | 8  | 225 | 218 | 7    | 6  |
| 6                                                   | XV Hortaleza R. C.                | 26 | 14 | 5  | 1 | 8  | 235 | 294 | -59  | 5  |
| 7                                                   | A. D. Ing. Industriales Las Rozas | 10 | 14 | 1  | 1 | 12 | 144 | 429 | -285 | 4  |
| 8                                                   | CAU Rugby Valencia (A)            | 7  | 14 | 1  | 1 | 12 | 114 | 632 | -518 | 1  |
| Fuente: RugbyFemenino.com; actualización automática |                                   |    |    |    |   |    |     |     |      |    |

| Por su posición en la liga regular: Asciende a la División de Honor Femenina para la temporada 2022-23: Crealia El Salvador |

### Promoción Liga Iberdrola/División Honor B[3]
| División de Honor B femenina de España (Promoción a DH); 24 de abril de 2022 | C. R. Sant Cugat | 31 - 24 | C. P. Les Abelles | C. D. M. Pinares de Venecia, Zaragoza |  |
|                                                                              |                  |         |                   | Árbitro(s): Víctor Navarro            |  |